# スティル・アライヴ
STILL ALIVE（スティル・アライヴ）は、日本の4人組ロックバンド。サウンドは洋楽志向の強いハードロック。歌詞も日本語だけでなく英語のバージョンも作成するなど、デビュー当時からこだわりを持っていた。海外でのツアー経験もある。

## 来歴
1988年11月、SHIGEとTAKAでスティル・アライヴ結成
1989年6月13日、東京のライブハウス目黒鹿鳴館にて初ライブ。
1989年7月、埼玉県川口市のライブハウス「モンスター」にて隔週の定期ライブ開始
1989年11月、U.S.TOUR VOL.1
LA　MONSTER PRODUCTION　USA主催（会場：Whisky a GoGo）
SHANDYと渡米
1990年2月12日、ストリートロッカーズ（会場：中野サンプラザ）に参加
1990年4月、U.S.TOUR VOL.2 (ロック・シティ・エンジェルズのオープニングアクトとして)
1990年6月、ディープ・パープル 東京公演のオープニングアクトとして日本武道館のステージに立つ
1990年6月、JAPAN SUMMIT TOUR '90/ RATTLESNAKE SHAKEと国内ツアー
1990年6月28日、デビューアルバムのレコーディングに入る
1990年8月21日、全国ツアー「BREAKING LIVE TOUR」
1990年10月21日、テイチク Continentalよりデビュー
1990年12月5日、U.S.TOUR VOL.3
1990年12月26日、日仏会館にてイベント

## メンバー
重盛 美晴 "通称SHIGE" - ギター、キーボード
1962年7月31日生まれ。北海道出身。血液型O型。
元ALIVE。好きなアーティストはフリー、レズリー・ウェスト（マウンテン）
DAVID DENNIS - ボーカル
石橋 茂雄 "通称BASHI" - ドラム
1963年5月17日生まれ。2010年5月12日没。千葉県出身。血液型O型
元SABBRABELLS(1984-87年）,EMOTION(1988頃),ぱるそば,雷々軒
好きなアーティストはサミー・ヘイガー、エリック・クラプトン
横山 壮五 "通称SOUGO" - ベース
1961年4月27日生まれ。東京都出身。血液型O型
元X-RAY(TOKYO),ぱるそば ,雷々軒,現RE-ARISE　
好きなアーティストはハンブル・パイ、メル・サッチャー（グランド・ファンク・レイルロード）

### 旧メンバー
菅野 敬義 "通称TAKA" - ボーカル、ギター
1963年5月9日生まれ。北海道出身。血液型O型
好きなアーティスト=シン・リジィ、オーティス・レディング

## ディスコグラフィ

### シングル
1. Run For the Border （1992年1月22日）

### アルバム
1. BREAKIN' EVERYTHING （1990年10月21日）
2. DYNAMIX （1991年5月21日）
3. NO REASON TO PRAY （1992年1月22日）
4. SAY NO MORE （1993年2月24日）